# سانتو تامس د کاستیلا
سانتو تامس د کاستیلا (به اسپانیایی: Santo Tomás de Castilla) یک منطقهٔ مسکونی در گواتمالا است که در Izabal Department واقع شده‌است.